# Пъстрогушо коприварче
Пъстрогушото коприварче (Sylvia undata) е птица от семейство Коприварчеви (Sylviidae).

## Разпространение
Видът е разпространен на Иберийския полуостров, в голяма част от Франция, в Италия, Южна Англия и Южен Уелс. В Африка може да се види само в малки райони на север, като зимува в северните части на Мароко и Алжир.
Среща се и в България.